# Каза Риволтини (Пјаченца)
Каза Риволтини је насеље у Италији у округу Пјаченца, региону Емилија-Ромања.
Према процени из 2011. у насељу је живело 8 становника. Насеље се налази на надморској висини од 293 м.